# Fridrich I. Švábský
Fridrich I. Švábský (okolo 1050 – 1105) byl prvním švábským vévodou, stavebníkem hradu Hohenštauf, od nějž Štaufové získali své rodové jméno a fundátorem benediktinského kláštera Lorch.

## Život
Fridrich byl synem Fridricha z Bürenu a Hildegardy ze Schlettstadtu. Jako věrný straník a nejzdatnější ze všech mužů císaře Jindřicha IV. byl o Velikonocích 1079 povýšen na švábského vévodu. Zřejmě v tu dobu byl také v Řezně zasnouben či oženěn s císařovou dcerou Anežkou, která byla v tu dobu ještě nedospělým děvčátkem.
Novopečený vévoda získal roku 1092 soupeře v podobě Bertolda ze Zähringenu, který se taktéž ucházel o vévodství švábské. Postupem doby se Fridrichovi podařilo se Zähringeny a Welfy o sféru vlivu ve Švábsku podělit. Své síly namířil především na severní část Švábska, kde se mu podařilo získat fojtská práva nad říšskými statky ve Weissenburgu a nad biskupstvím ve Špýru. Zadařilo se mu rozšířit rodový majetek i v Alsasku. Zemřel roku 1105 a byl pohřben v rodovém klášteře Lorch, který založil o tři roky dříve.